# Gomoești
Gomoești – wieś w Rumunii, w okręgu Buzău, w gminie Costești. W 2011 roku liczyła 252 mieszkańców.